# Краљевска артиљеријска касарна
Краљевска артиљеријска касарна (енгл. Royal Artillery Barracks) представља некадашњи дом Британског Краљевског артиљеријског пука, а данас је једно од главних средишта Министарства одбране Уједињеног Краљевства. Налазе се у општини Гринич, у кварту Вулиџ, у источном делу Лондона (Уједињено Краљевство). Главна зграда је позната по својој џорџијанској фасади, а сама касарна има највећи парадни трг тог типа у држави.
Касарна је грађена између 1776. и 1802. године.

## Летње олимпијске игре 2012.
За време Летњих олимпијских игара 2012. у оквиру овог објекта ће се одржавати сва такмичења у стрељаштву (укључујући и стрељачке дисциплине модерног петобоја). За те потребе на тргу испред касарне су подигнута три монтажна затворена стрелишта која су са спољашње стране пресвучена са преко 18.000 м² ПВЦ материјала који стрелиштима даје јединствен изглед. У привременим дворанама одржават ће се такмичења у стрељаштву малокалибарским оружјем, док ће се дисциплине трап и скит одржавати на стрелиштима на отвореном.
Крај сваког стрелишта су постављене монтажне трибине за гледаоце. Постављање стрелишта започело је почетком 2011, а окончано је у јануару 2012. године. Одмах после игара стрелишта ће бити уклоњена и премештена на друге дестинације.